# Claire Forlani
Claire Antonia Forlani (n. 17 decembrie 1971, Greater London, Anglia, Regatul Unit este o actriță engleză, cunoscută mai ales datorită rolului din filmul Meet Joe Black.

## Biografie
Claire Forlani s-a născut în 1972 în Twickenham, Londra. Este fiica Barbarei Dickinson, care era englezoaică, și a lui Pier Luigi Forlani, un manager de muzică din Ferrara, Italia. La vârsta de 11 ani, Claire Forlani a intrat la școala educațională de arte din Londra (The Arts Educational Schools London), unde a început să studieze actorie. Pe parcursul celor șase ani la școală, ea a studiat, de asemenea, și dansul, care a dus ulterior la performanțe pe scenă în The Nutcracker și Orpheus in the Underworld.
În iunie 2007, Forlani s-a căsătorit cu actorul scoțian Dougray Scott, cu care ea are doi copii vitregi.

## Filmografie
| An           | Film                                          | Rol                 | Note                                                                |
| ------------ | --------------------------------------------- | ------------------- | ------------------------------------------------------------------- |
| 1991, 1992   | Press Gang                                    | Judy Wellman        | Debut                                                               |
| 1992         | Gypsy Eyes                                    | Katarina            |                                                                     |
| 1994         | Police Academy: Mission to Moscow             | Katrina             |                                                                     |
| 1995         | Mallrats                                      | Brandi Svenning     |                                                                     |
| 1996         | Basquiat                                      | Gina Cardinale      |                                                                     |
| 1996         | The Rock                                      | Jade Angelou        |                                                                     |
| 1997         | The Last Time I Committed Suicide             | Joan                |                                                                     |
| 1998         | Basil                                         | Julia Sherwin       |                                                                     |
| 1998         | Into My Heart                                 | Nina                |                                                                     |
| 1998         | Meet Joe Black                                | Susan Parrish       |                                                                     |
| 1999         | Mystery Men                                   | Monica              |                                                                     |
| 2000         | Boys and Girls                                | Jennifer Burrows    |                                                                     |
| 2001         | Antitrust                                     | Alice Poulson       |                                                                     |
| 2002         | Triggermen                                    | Emma Cutler         |                                                                     |
| 2003         | The Medallion                                 | Nicole James        |                                                                     |
| 2003         | The Pentagon Papers                           | Patricia Marx       | Soția lui Daniel Ellsberg                                           |
| 2004         | Bobby Jones: A Stroke of Genius               | Mary Malone Jones   |                                                                     |
| 2005         | Green Street                                  | Shannon Dunham      |                                                                     |
| 2005         | The Shadow Dancer                             | Isabella Parish     | Denumit Shadows in the Sun în SUA                                   |
| 2005         | Ripley Under Ground                           | Cynthia             |                                                                     |
| 2006         | Nightmares & Dreamscapes – "Crouch End"       | Doris Freeman       |                                                                     |
| 2006–07 2010 | CSI: NY                                       | Dr. Peyton Driscoll | Sezonul 3 (9 episoade) Sezoanele 4 și 6 (câte un episod în fiecare) |
| 2007         | Hallam Foe                                    | Verity Foe          |                                                                     |
| 2007         | Carolina Moon                                 | Tory Bodeen         |                                                                     |
| 2008         | Flashbacks of a Fool                          | Ruth Davies         |                                                                     |
| 2008         | In the Name of the King: A Dungeon Siege Tale | Solana              |                                                                     |
| 2008         | Beer for My Horses                            | Annie               |                                                                     |
| 2009         | Shannon's Rainbow                             | Christine           |                                                                     |
| 2009         | False Witness                                 | Pippa Porter        |                                                                     |
| 2009         | Not Forgotten                                 | Katie               |                                                                     |
| 2010         | Love's Kitchen                                | Kate Templeton      |                                                                     |
| 2011         | Camelot                                       | Queen Igraine       | Zece episoade                                                       |
| 2011-12      | NCIS: Los Angeles                             | Lauren Hunter       | Sezonul 2 (două episoade) Sezonul 3 (patru episoade)                |